# Nemerios Granonis Nymphodoros
Nemerios Granonis Nymphodoros war ein antiker Goldschmied, der in Sizilien tätig war.
Er ist einzig durch seine in der Nekropole von Abakainon bei Tripi gefundene Grabstele mit Inschrift bekannt: Νεμέρι Γρανῶνι Νυμφόδωρε χρυσοχόε χαῖρε Die Datierung ist unsicher, teils wurde ins 2. Jahrhundert n. Chr. datiert, zuletzt ins 2. Jahrhundert v. Chr.